# La Cruz kommun, Chihuahua
La Cruz är en kommun i Mexiko.   Den ligger i delstaten Chihuahua, i den nordvästra delen av landet, 1 100 km nordväst om huvudstaden Mexico City. Antalet invånare är 3 844. Arean är 1 036 kvadratkilometer.
Terrängen i La Cruz är huvudsakligen kuperad, men åt nordväst är den platt.
Följande samhällen finns i La Cruz:
- Estación la Cruz
- Morieleño